# International Medical University
International Medical University (IMU) är ett privat engelskspråkigt universitet i Kuala Lumpur och Malaysias ledande privata medicinska universitet. Det grundades 1992 och är verksamt inom forskning och utbildning inom medicin och sjukvård med en stark internationell inriktning. Den största aktieägaren är den statsägda kommersiella investeringsfonden Khazanah Nasional. Khazanah Nasional är även den största aktieägaren i det Singapore-baserade företaget Parkway Holdings, Sydostasiens största privata sjukhus- och vårdföretag.
Universitetet erbjuder ett antal kurser inom medicin, odontologi, farmaci, farmaceutisk kemi, omvårdnad, vårdvetenskap, näringslära, psykologi, biomedicin, medicinsk bioteknologi, kiropraktik och kinesisk medicin.